# Музей Анни Ахматової (Фонтанний будинок)
Це стаття про Музей Анни Ахматової у Санкт-Петербурзі. Стаття про музей у Слобідці-Шелехівській — Літературно-меморіальний музей Анни Ахматової

Музей Анни Ахматової (Фонтанний будинок) (рос. Музей Анны Ахматовой (Фонтанный дом)) — відомий у Санкт-Петербурзі, Росії та світі літературно-меморіальний музей російської поетки Анни Ахматової.

## Загальні дані
Музей Анни Ахматової у Фонтанному будинку розташований за адресою:
Набережна Фонтанки, буд. № 34, м. Санкт-Петербург—191104 (Російська Федерація).
Заклад міститься в південному флігелі, вхід з Літейного проспекту через арку будинку № 53.
Розклад роботи:

10.30 — 18.30, вихідний день — понеділок.
Чинний директор закладу — Ніна Іванівна Попова (рос. Нина Ивановна Попова).

## Історія створення
Суспільна ієрархія в Російській імперії була розповсюджена і на палаци. Палацом мали право іменуватися лише імператорські помешкання та будинки його родини. Тому розкішна оселя Шеремєтєвих в стилі бароко з садом, флігелями і фонтанами називалась лише Фонтанний будинок. За традицією ця назва збережена, хоча будинок давно є палацовою спорудою.
В садовому флігелі Фонтанного будинку після більшовицького перевороту 1917 р. були створені комунальні квартири. Одна з них і належала мистецтвознавцю, історику мистецтва на ім'я Пунін Микола Миколайович. Він давній знайомий Анни Ахматової з гімназичних років, що пройшли в Царському Селі. Після розлучень в своїх родинах у 1922 р. Пунін і Ахматова побралися. Ахматова жила в цій комунальній квартирі майже постійно.
Визнаючи надзвичайний мистецький внесок в російську літературу і з приводу 100-річчя з дня народження поета, комунальна квартира була звільнена від мешканців і перетворена на музей Ахматової у 1989 р.

## Музей і колекції
Спочатку музей був філією Літературно-меморіального музею Ф. М. Достоєвського, що виник раніше. Але трохи перегодом став самостійним закладом.
На 2009 рік музейна збірка нараховує близько 50.000 одиниць. Як правило, це невеликі за розміром меморіальні і побутові речі Анни Ахматової, Миколи Пуніна, частина бібліотеки Ахматової, фотопортрети доби, її почесна докторська мантія, рукописи, автографи, графіка, скромні радянські меблі тощо. Квартира Пуніна і Ахматової дивувала повною відсутністю матеріальних розкошів.
Початок колекції заклала сама Анна Ахматова, що в молоді роки подорожувала за кордоном, була в Парижі. Серед знайомих тої пори — художник Амедео Модільяні, п'тнадцять малюнків якого вона зберігала у власній колекції. Майже всі вони пропали під час блокади Ленінграда в 2-гу світову війну.
Своєрідна зовнішність стрункої і гнучкої Ахматової приваблювала багатьох російських художників. І вона була моделлю багатьох митців, що зафіксували її характерну зовнішність в графіці і портретах олійними фарбами (Натан Альтман, Ольга Делавос-Кардовська, Микола Тирса, Єлизавета Круглікова, Сергій Городецький, Володимир Фаворський тощо). Всесвітню славу отримав графічний портрет Ахматової 1921 р. роботи Юрія Анненкова (1889–1974). Всі вони давно надбання великих музеїв (Третьяковська галерея, Державний Російський музей). В музеї Ахматової переважають фотокартки і копії. Але невеличкі кімнати добре відтворюють бідний побут жінки поета, по серцю якою Велика країна і її уряд проїхали танками. Поезія Ахматової була суворо засуджена постановою компартії СРСР і її роками не друкували. Вона бідувала і вимушено бралася за переклади з інших мов. Серед перекладів з української — твори Коцюбинського.

## Ще два музеї
Фонтанний будинок, що стояв спустошеним, перетворили на музейний осередок. Філіями музею Ахматової в цьому ж будинку стали «Американський кабінет» Бродського — музей російського поета емігранта Йосипа Бродського (лауреата Нобелівської премії з літератури), давнього знайомого Анни Ахматової і музей Лева Гумільова, сина Ахматової, відомого науковця — історика.

## Галерея (літо 2008 року)

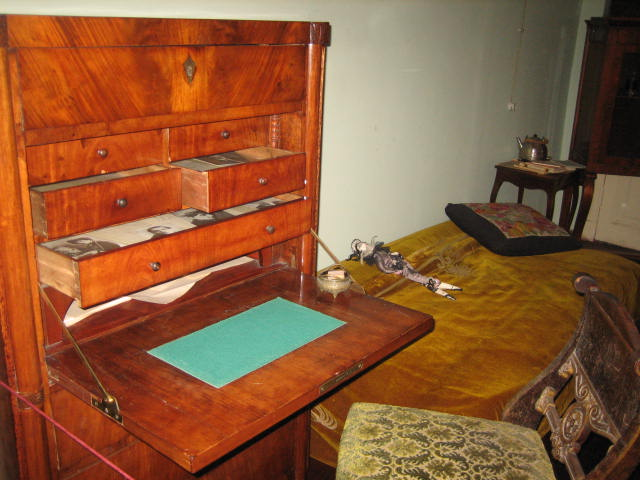
Кабінет бюро Анни Ахматової.
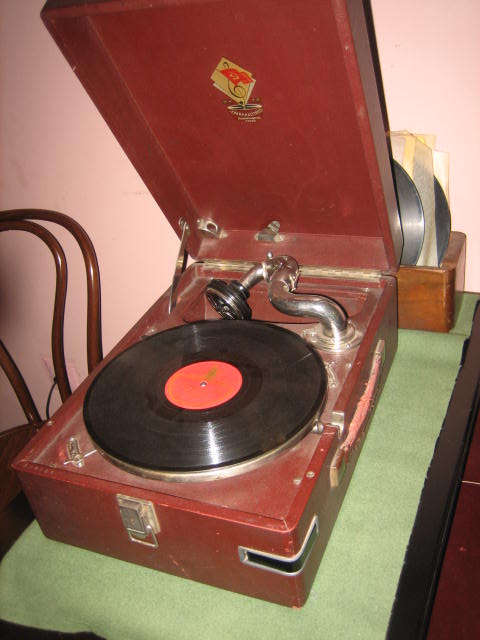
Патефон.
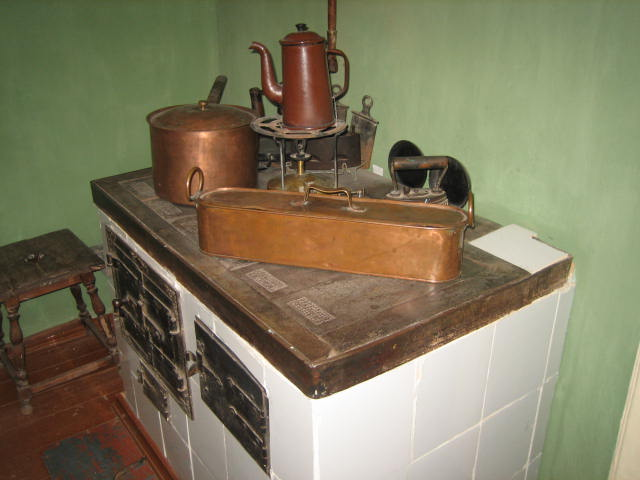
Кухня в меморіальній квартирі.
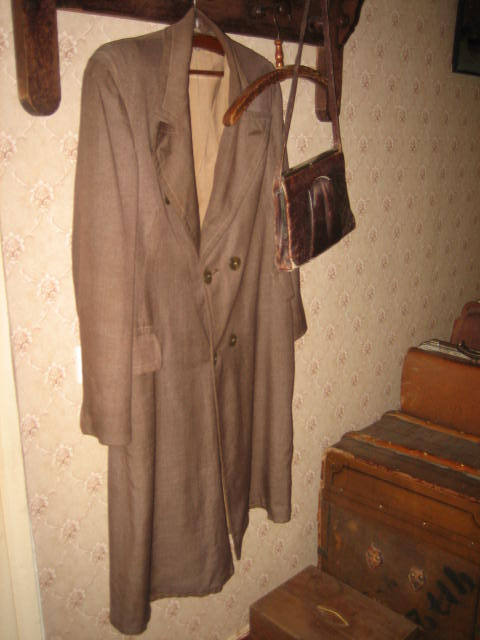
Після арешту чоловіка Ахматова залишила пальто Н.Н. Пуніна на знак спомину. Воно залишено і в музеї.